# Géolocalisation
 (juin 2025).
La mise en forme du texte ne suit pas les recommandations de Wikipédia : il faut le « wikifier ».
Les points d'amélioration suivants sont les cas les plus fréquents. Le détail des points à revoir est peut-être précisé sur la page de discussion.
- Les titres sont pré-formatés par le logiciel. Ils ne sont ni en capitales, ni en gras.
- Le texte ne doit pas être écrit en capitales (les noms de famille non plus), ni en gras, ni en italique, ni en « petit »…
- Le gras n'est utilisé que pour surligner le titre de l'article dans l'introduction, une seule fois.
- L'italique est rarement utilisé : mots en langue étrangère, titres d'œuvres, noms de bateaux, etc.
- Les citations ne sont pas en italique mais en corps de texte normal. Elles sont entourées par des guillemets français : « et ».
- Les listes à puces sont à éviter, des paragraphes rédigés étant largement préférés. Les tableaux sont à réserver à la présentation de données structurées (résultats, etc.).
- Les appels de note de bas de page (petits chiffres en exposant, introduits par l'outil «  Source ») sont à placer entre la fin de phrase et le point final[comme ça].
- Les liens internes (vers d'autres articles de Wikipédia) sont à choisir avec parcimonie. Créez des liens vers des articles approfondissant le sujet. Les termes génériques sans rapport avec le sujet sont à éviter, ainsi que les répétitions de liens vers un même terme.
- Les liens externes sont à placer uniquement dans une section « Liens externes », à la fin de l'article. Ces liens sont à choisir avec parcimonie suivant les règles définies. Si un lien sert de source à l'article, son insertion dans le texte est à faire par les notes de bas de page.
- La présentation des références doit suivre les conventions bibliographiques. Il est recommandé d'utiliser les modèles {{Ouvrage}}, {{Chapitre}}, {{Article}}, {{Lien web}} et/ou {{Bibliographie}}. Le mode d'édition visuel peut mettre en forme automatiquement les références.
- Insérer une infobox (cadre d'informations à droite) n'est pas obligatoire pour parachever la mise en page.

Pour une aide détaillée, merci de consulter Aide:Wikification.
Si vous pensez que ces points ont été résolus, vous pouvez retirer ce bandeau et améliorer la mise en forme d'un autre article.
 (juin 2025).
Si vous disposez d'ouvrages ou d'articles de référence ou si vous connaissez des sites web de qualité traitant du thème abordé ici, merci de compléter l'article en donnant les références utiles à sa vérifiabilité et en les liant à la section « Notes et références ».

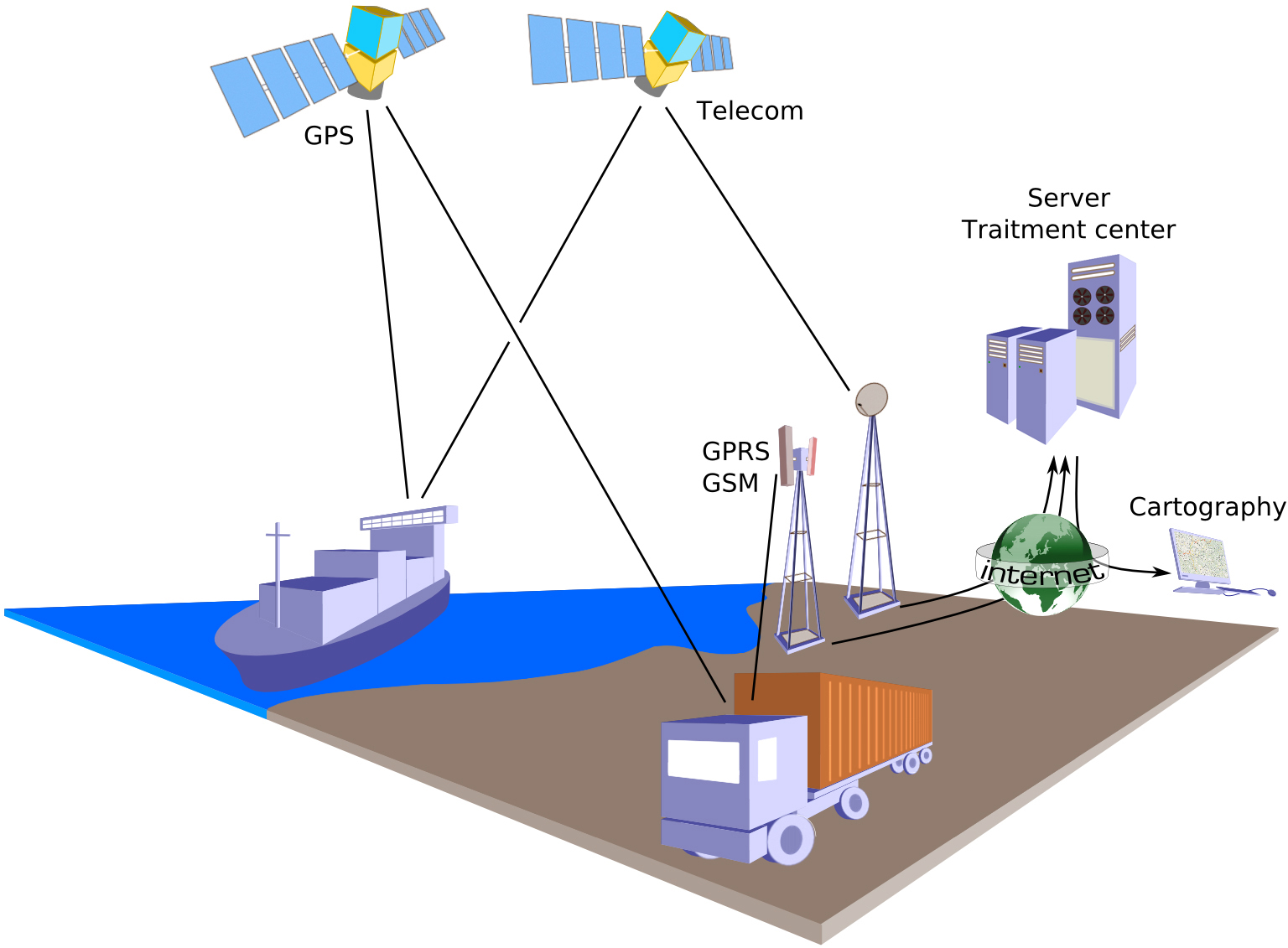
Schéma de principe de la géolocalisation par GPS

La géolocalisation est un procédé permettant de positionner un objet, un véhicule, ou une personne sur un plan ou une carte à l'aide de ses coordonnées géographiques. Certains systèmes permettent également de connaître l'altitude (géolocalisation - dans l'espace - en 3D).
Cette opération est réalisée à l'aide d'un terminal capable d'être localisé grâce à un système de positionnement par satellites et un récepteur, GPS par exemple, ou en utilisant d'autres techniques.
De plus, le terminal est en mesure de publier, en temps réel ou de façon différée, ses coordonnées géographiques latitude/longitude.
Les positions enregistrées peuvent être stockées au sein du terminal et être extraites ultérieurement, ou être transmises en temps réel vers une plateforme logicielle de géolocalisation.
La transmission en temps réel nécessite un terminal équipé d'un moyen de télécommunication de type GSM / GPRS, UMTS, LTE, radio ou satellite, lui permettant d'envoyer les positions à des intervalles plus ou moins réguliers. Cela permet à la plateforme de visualiser la position du terminal au sein d'une carte.
La plateforme est le plus souvent accessible depuis Internet.

## Techniques de géolocalisation

### Géolocalisation par géocodeur
Les logiciels de géocodage permettent de calculer et d'attribuer à une adresse ou à un objet référencé dans une carte vecteur des positions X, Y avec une précision de quelques dizaines de mètres en moyenne.

### Géolocalisation par satellite
La géolocalisation par satellite consiste à calculer, grâce aux signaux émis par une constellation de satellites prévue à cet effet, la position actuelle sur la face terrestre d'un terminal équipé d'une puce compatible. Cette position est traduite en termes de latitude, longitude et parfois altitude (ex : 43° 5494 N - 1° 48472 E) et peut alors être représentée physiquement sur une carte.
Il existe plusieurs réseaux de satellites de positionnement, le plus connu est le GPS (Global Positioning System), bien qu'il existe également d'autres services, tels GLONASS ou Galileo (en cours de déploiement). Dans le cas du GPS, pour que le repérage spatial fonctionne, un immense réseau constitué de 27 satellites (dont 3 de secours) tournant autour de la Terre (environ 2 tours en 24 heures) à une altitude de 20 200 km et répartis sur 6 orbites (4 par orbite) différentes est nécessaire. Ces satellites constituent un maillage du ciel et servent de repères aux navigateurs GPS dans leur processus de calcul de position. Ce système de satellites est conçu de façon qu’il y en ait toujours au moins quatre « visibles » par les navigateurs GPS, sans quoi la position ne peut pas être déterminée.
Pour qu'un terminal soit capable de se géolocaliser grâce au réseau GPS, celui-ci doit être équipé d'une puce électronique compatible GPS.
Le GPS offre une précision allant de 10 à 100 mètres pour les applications civiles.

### Géolocalisation par GSM
Cette technique permet le positionnement d'un terminal GSM en se basant sur certaines informations relatives aux antennes GSM auxquelles le terminal est connecté.
La précision du positionnement par GSM peut aller de 200 mètres à plusieurs kilomètres, selon que le terminal se trouve en milieu urbain (où la densité d'antennes est supérieure) ou en milieu rural.
Plusieurs techniques existent :
- différence de temps observée ou EOTD (enhanced-observed timed difference) : le terminal calcule le temps écoulé entre l'émission et la réception de la requête envoyée à l'antenne et peut alors calculer sa distance par rapport à celle-ci ;
- temps d'arrivée (time of arrival) ;
- angle d'arrivée (angle of arrival) ;
- Cell ID (identifiant de cellule).

Aujourd'hui, la méthode GSM la plus utilisée est celle du Cell ID (identification de la cellule radio).
Cette méthode consiste à récupérer les identifiants des antennes GSM auxquelles le terminal est connecté. Par la suite, grâce à une base de données faisant le lien entre les identifiants des cellules et les positions géographiques des antennes, le terminal est capable de déterminer sa position et d'émettre une estimation.
Ces bases de données peuvent être mises à disposition par les opérateurs pour leurs abonnés, ou par des sociétés privées qui recensent les antennes GSM ou ayant des partenariats avec les opérateurs. Des bases de données communautaires existent et sont le plus souvent alimentées par les utilisateurs eux-mêmes.
Étant donné que les bases de données Cell ID ne sont pas stockées localement dans le terminal, une connexion internet de type GPRS/EDGE, 3G, 4G ou 5G, peut être nécessaire afin d'émettre une requête pour obtenir la correspondance Cell ID / longitude latitude.

### Géolocalisation par Wi-Fi
De la même façon qu'un terminal GSM peut se localiser par la méthode du Cell ID sur un réseau mobile GSM, un terminal Wi-Fi peut utiliser la même méthode en se basant sur les identifiants des bornes Wi-Fi (SSID ou adresses MAC) qu'il détecte. Il existe des bases de données recensant une multitude d'identifiants de bornes d'accès Wi-Fi ainsi que leur position géographique. Ces bases peuvent appartenir à des entreprises privées ou à des communautés qui les publient gratuitement. Ces bases de données sont construites en utilisant la méthode appelée War Driving, qui consiste à parcourir les rues des villes en voiture avec un smartphone ou un ordinateur portable équipé du Wi-Fi et relié à un récepteur de positionnement par satellite, afin de recenser un maximum de points d'accès Wi-Fi.

### Géolocalisation par adresse IP (sur Internet)
Cette méthode permet de déterminer la position géographique d'un ordinateur ou de n'importe quel terminal connecté à Internet en se basant sur son adresse IP.
Les adresses IP sont gérées par l'IANA, une organisation chargée de découper les blocs d'adresses IP disponibles et de les distribuer de façon très contrôlée aux pays qui en demandent. Toutes ces attributions étant très bien documentées, il est possible de savoir dans quel pays se trouve un terminal connecté à Internet grâce à son adresse IP. La précision des bases de l'IANA s'arrête aux informations que fournissent les opérateurs sur la position géographique des blocs d'adresses. L'affectation des plages d'adresses se fait sur des équipements qui couvrent eux-mêmes une zone arrière (zone géographique qui utilise l'équipement qui annonce les routes sur le réseau). Ces zones arrière dépendent fortement de la topologie du réseau de l'opérateur.
Cette base d'information ne permet donc pas, à elle seule, de disposer d'une granularité fine. Le couplage avec des outils de géolocalisation radio par exemple permet d'augmenter considérablement la précision.
Pour une adresse IP associée à une date et une heure données, les forces de police peuvent obtenir auprès du fournisseur d'accès à Internet la position géographique exacte, le nom et l'adresse communiqués par le titulaire. Toutefois, ces données ne sont conservées qu'un temps limité, temps qui varie selon les pays. Il en va de même pour un espace commercial d'accès à Internet (« cybercafé ») : selon les pays, le commerçant peut être tenu de conserver les dates, les heures et les documents d'identité numérisés pendant une certaine période.

### Géolocalisation par RFID
La technologie RFID peut être utilisée pour la géolocalisation en intérieur. Pour ce faire, une série de lecteurs RFID équipés de différents types d'antennes sont positionnés de façon à couvrir l'ensemble de la zone souhaitée. La zone est alors découpée en cases dont la surface varie en fonction du nombre de lecteurs déployés et de leur puissance. Lorsqu'une personne équipée d'un tag RFID actif sera dans ces zones-là, le système sera capable de calculer sa position en se basant sur le nombre de lecteurs qui détectent le tag et de déduire la position approximative de l'individu en se référant au schéma de découpage établi. En temps réel, cette technique reste néanmoins très approximative et permet uniquement de déterminer la pièce ou le couloir dans lequel se trouve la personne géolocalisée.
La précision de la géolocalisation par RFID peut grandement être améliorée si celle-ci s'effectue de façon différée. En effet, une fois tous les déplacements enregistrés, des systèmes informatiques peuvent réaliser toute une série de calculs probabilistes en se basant sur les lecteurs RFID, la puissance de réception et la cohérence des positions d'une personne au sein d'une structure connue. Cela permet, dans les meilleurs cas, d'obtenir une précision de l'ordre du mètre en intérieur.
Les difficultés de la localisation en intérieur en temps réel proviennent de l'environnement en constante évolution (portes fermées ou ouvertes, déplacement de meubles, etc). Ces structures altèrent la puissance et la portée des signaux (effet guide d'ondes par exemple) et rendent très difficile l'utilisation de la triangulation avec la technologie RFID : c'est pourquoi une méthode de prédécoupage en grilles est généralement utilisée.
Cette technique de géolocalisation ne doit pas être confondue avec la localisation en intérieur d'une personne en se basant sur la dernière détection de son tag lors d'une entrée ou sortie de zone. Cette technique est notamment utilisée dans les hôpitaux grâce à des lecteurs RFID faible puissance positionnés dans certaines portes du bâtiment et qui permettent de dire si une personne équipée d'un tag les traverse.

### Géolocalisation par polarisation
La géolocalisation par polarisation est une technique bio-inspirée, notamment des insectes comme les fourmis du désert (Cataglyphis). Elle utilise une caméra polarimétrique pour analyser la lumière polarisée du ciel. En exploitant la rotation de la Terre, le motif de polarisation change avec la position du Soleil, sauf au niveau du pôle céleste nord (NCP), qui reste invariant. En comparant les images successives, la position du NCP peut être déterminée : son altitude correspond à la latitude de l'observateur, et son azimut indique le nord géographique.
Contrairement aux méthodes traditionnelles comme le GPS, cette approche ne dépend pas des satellites et fonctionne même en environnement déconnecté. Son inspiration biologique témoigne de son efficacité, puisque des millions d’animaux (fourmis, oiseaux migrateurs) s’en servent quotidiennement pour s’orienter.
Bien que moins précise qu’un système GNSS, cette méthode offre une erreur moyenne d’environ 3°, ce qui la rend suffisamment fiable pour des applications en robotique autonome, navigation de secours ou études éthologiques.

### Combinaison de différentes techniques
Il existe plusieurs inconvénients à l'utilisation d'une seule technique de géolocalisation :
- La dépendance aux réseaux satellite : l'incapacité de les utiliser en intérieur et le temps de réponse à l'allumage ;
- La dépendance au réseau GSM : sa couverture géographique, l'accès aux réseaux GPRS, 3G, 4G ou 5G pour exploiter l'information ;
- La dépendance à la présence de bornes d'accès Wi-Fi : en zone rurale par exemple.

Des dispositifs qui combinent ces trois techniques et qui sont capables de géolocaliser le terminal dans n'importe quelle situation existent. La précision de ce positionnement varie en fonction des technologies disponibles, mais le temps de réponse à l'allumage et l'adaptabilité seront améliorées.
Cela permet par exemple de géolocaliser une personne à l'extérieur en utilisant le GPS et de garder sa trace à l'intérieur des bâtiments ou des tunnels en utilisant la technologie GSM couplée au Wi-Fi pour plus de précision.
L'iPhone d'Apple est un exemple de terminal capable d'utiliser une méthode hybride de géolocalisation grâce à ses interfaces GSM/UMTS/LTE, Wi-Fi et à son récepteur GPS. Cette fonction est fournie par la société skyhookwireless, qui met à disposition les bases de données appropriées pour transformer les identifiants des cellules GSM et des points d'accès Wi-Fi en latitude/longitude et en rayon de précision.

## Télérelève d'information
La télérelève d'information consiste à récupérer à distance une série d'informations issues de capteurs ou de systèmes informatiques, électroniques ou électriques.
La géolocalisation est très souvent couplée à des systèmes de télérelève via des boîtiers télématiques, ce qui permet de combiner la position géographique d'un terminal ou d'un véhicule à une série d'informations annexes relatives à l'objet géolocalisé.
Dans un véhicule, par exemple, ces boîtiers peuvent se connecter au chronotachygraphe (pour le transport routier) ou à divers capteurs ou voyants, permettant de relever des informations telles que :
- la vitesse du véhicule
- les kilomètres parcourus
- l'état d'une porte (ouverte/fermée)
- l'état d'une remorque (accrochée/décrochée)
- la température (pour les camions frigorifiques)

## Plateformes logicielles de géolocalisation

### Composants
Les composants essentiels d'une plateforme de géolocalisation sont les suivants :
- Terminal communicant : c'est le terminal qui reçoit les coordonnées géographiques (via GPS ou tout autre moyen) et qui les envoie via un réseau de télécommunications à la plateforme;
- Système informatique capable de recevoir, stocker et traiter les informations : il s'agit des serveurs informatiques qui hébergent l'infrastructure et qui reçoivent et traitent les données envoyées par les terminaux. Ce sont les mêmes serveurs qui mettront à disposition l'information aux utilisateurs (via une interface web par exemple);
- Module cartographique : c'est le module intégré au système informatique qui va permettre d'afficher la position des terminaux sur un fond cartographique adapté. Ce module prend en charge les calculs de distances et d'itinéraires, détecte l'interaction avec les zones et permet d'avoir accès à des informations sur le terrain (sens interdits, restrictions pour les poids lourds, vitesses autorisées…).

### Architecture temps réel
La position géographique d'un terminal géolocalisé reste néanmoins une information brute qui peut être exploitée et couplée à d'autres données afin de créer une vaste quantité de services à forte valeur ajoutée.
Afin d'exploiter cette information, la donnée (position) générée par un terminal qui se trouve sur le terrain doit être transmise à une plateforme logicielle qui la traite, la présente graphiquement à l'utilisateur et l'associe à d'autres données afin d'enrichir les informations relatives à l'état du terminal ou de la flotte de terminaux.
Voici les étapes de la chaîne de traitement :
1. Le terminal détermine sa position géographique grâce à une des techniques de géolocalisation citées précédemment (de préférence GPS, GSM et/ou Wi-Fi);
2. Il envoie ces données vers une plateforme logicielle, soit par le réseau GSM/GPRS, soit par un réseau satellitaire de type Inmarsat;
3. La plateforme logicielle de géolocalisation traite la donnée et positionne le terminal géographiquement sur une carte moyennant la précision offerte par la technique de géolocalisation utilisée. De plus, en combinant plusieurs informations, notamment récupérées via un système de télérelève (trafic routier, autonomie du véhicule, points à visiter, etc.), des calculs d'itinéraires ou de tournées peuvent par exemple être générés.
4. La carte ainsi que tous les traitements effectués sont mis à disposition de l'utilisateur par le biais d'un portail web hébergé sur un serveur accessible depuis Internet ou par l'entremise d'une application métier installée sur le poste de travail.

Pour transmettre les différentes informations récupérées par le terminal (position géographique ou données provenant de capteurs), nous recensons deux principaux moyens de transmission : le réseau GSM/GPRS et le réseau satellitaire.
Pour visualiser les architectures types illustrant ces deux modes de transmission, veuillez consulter les schémas ci-dessous.

Architectures d'un système de géolocalisation temps réel
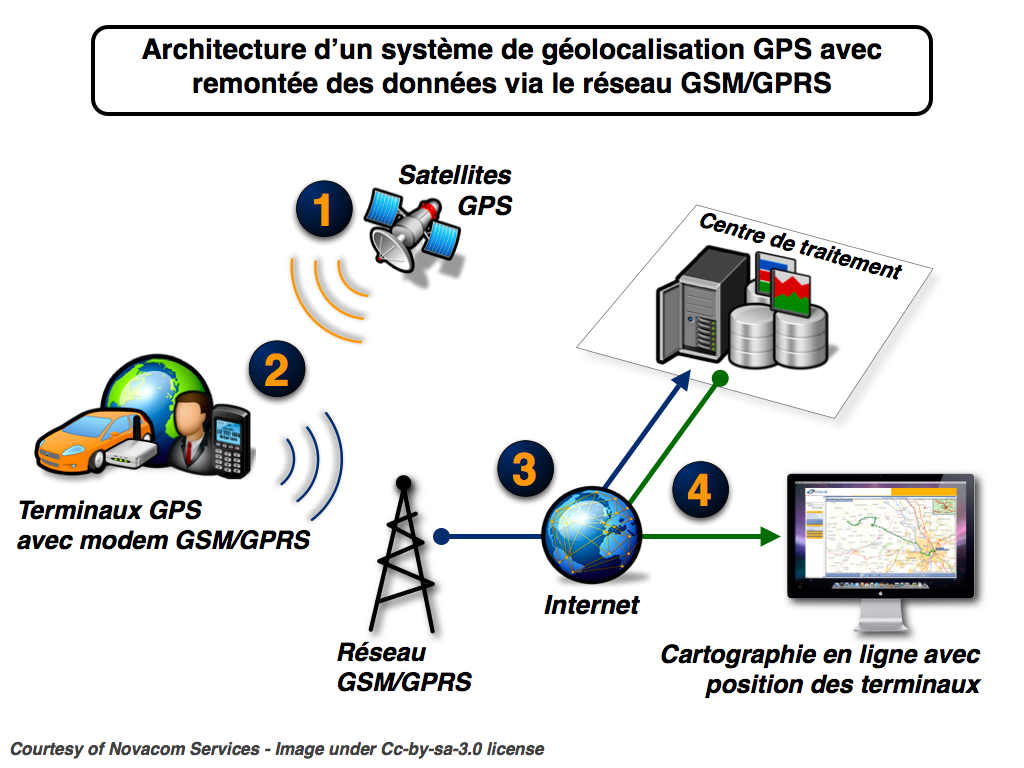
Architecture d'un système de géolocalisation par GPS avec remontée des données via le réseau GSM/GPRS
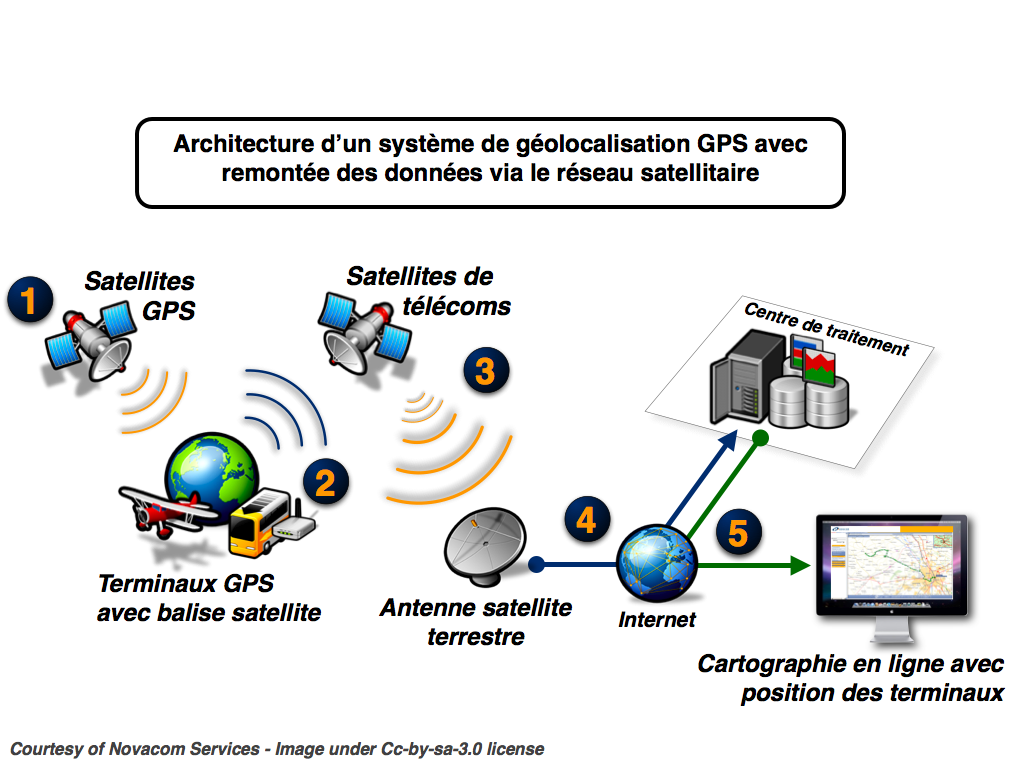
Architecture d'un système de géolocalisation par GPS avec remontée des données via le réseau satellite

### Aperçu et fonctionnalités

Captures d'écran de l'interface web d'une plate-forme de géolocalisation
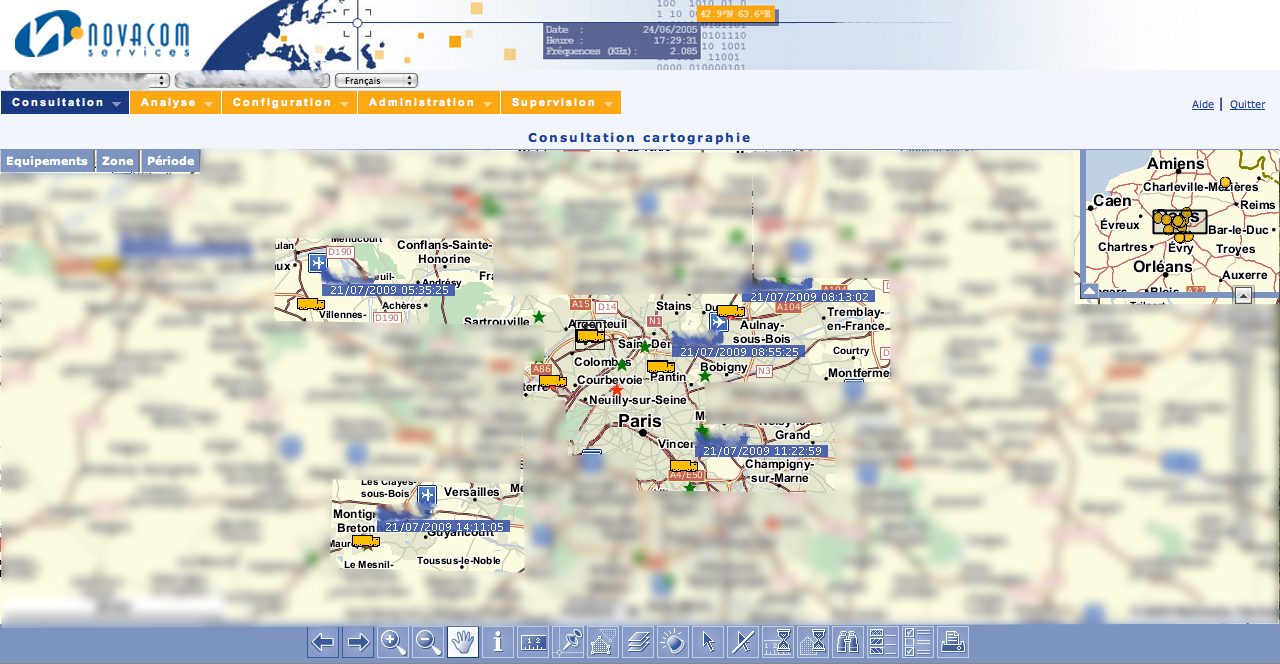
Vue d'ensemble du parc automobile équipé de boîtiers de géolocalisation sur un fond cartographique.
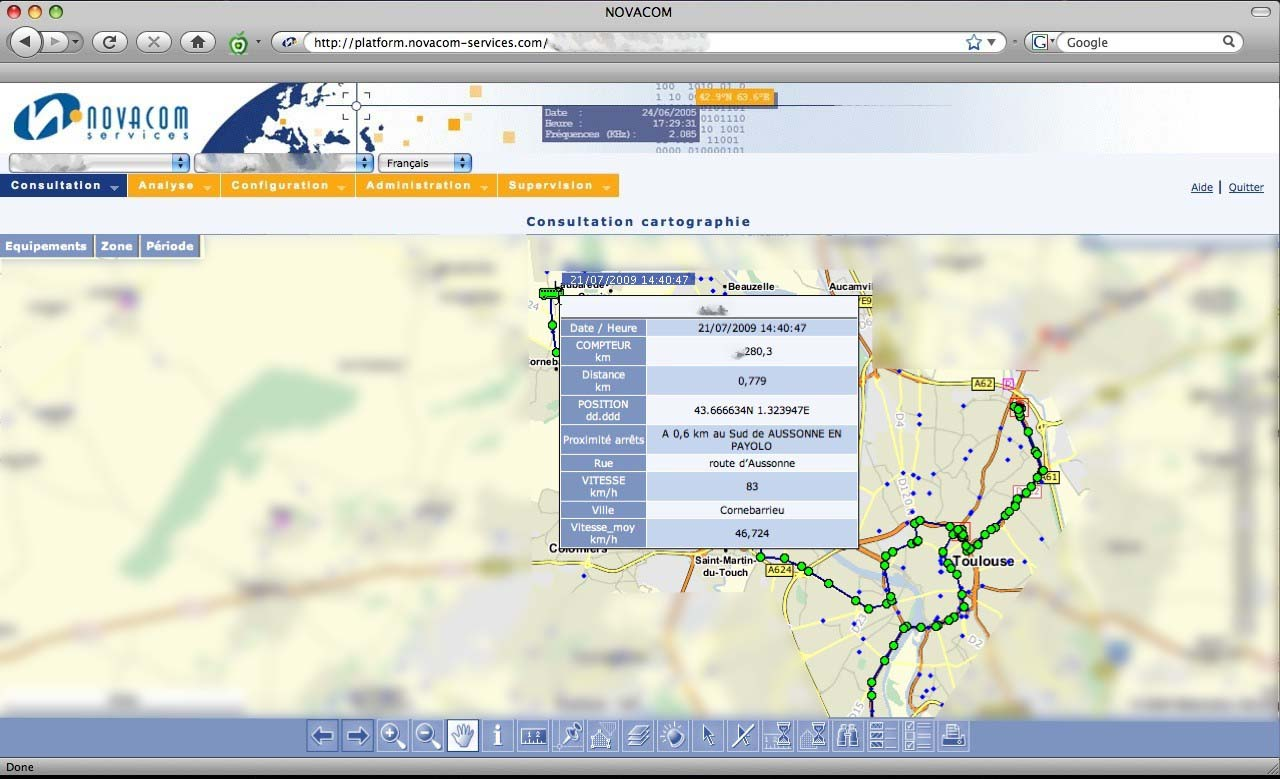
Historique des derniers déplacements d'un véhicule sur fond cartographique Webraska. Notez la remontée de diverses informations telles que la vitesse du véhicule, la proximité d'un point d'intérêt ainsi que le nom de la rue par géocodage inverse.
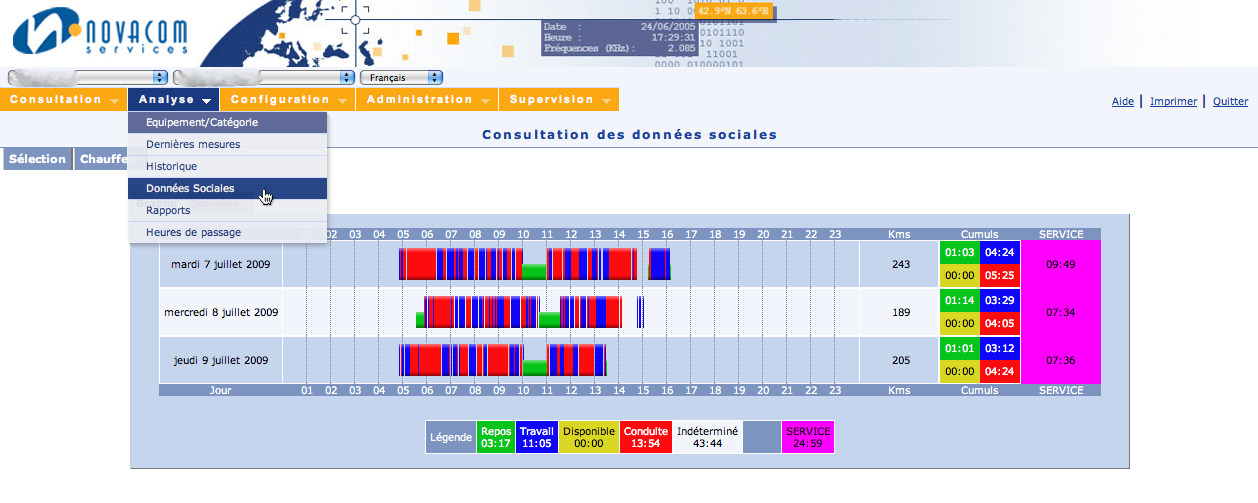
Visualisation des données sociales remontées via un boîtier télématique connecté au chronotachygraphe. Ces informations peuvent être projetées sur fond cartographique grâce aux données de géolocalisation.

Voici une liste de fonctions typiquement offertes par les plateformes de géolocalisation professionnelles :
- Visualisation de la position de l'ensemble du parc géolocalisé
- Suivi en temps réel de terminaux
- Affichage d'un historique de déplacements
- Création de points d'intérêt
- Création de zones géographiques (pour le geofencing) et de routes (corridoring)
- Configuration d'alertes automatiques par courriel ou SMS sur des événements
- Paramétrage d'événements (entrée/sortie de zone, dépassement de vitesse, temps d'arrêt...)
- Guidage sur tournée
- Génération de rapports périodiques (temps de conduite, arrêts, vitesses moyennes, zones couvertes...)
- Localisation des terminaux les plus proches d'un point
- Détermination du nom et numéro d'une rue à partir de la position (reverse geocoding)
- Envoi de commandes vers le terminal et configuration à distance (notamment pour changer la fréquence d'émission de positions)
- Fonds cartographiques variables (cartes classiques, cartographie photographique, cartes de fonds marins, cartes provenant d'un SIG, etc.)
- Configuration d'alertes sur capteurs distants (via télérelève)
- Détection de mouvement

## Types de terminaux existants

### Modes de fonctionnement
Typiquement, les terminaux de géolocalisation existants peuvent être classés dans une de ces 3 catégories, même si certains peuvent être configurés pour fonctionner dans un mode au choix :
- Data loggers : Ces terminaux stockent les positions localement et celles-ci doivent ensuite être extraites ;
- Data pullers : Ces terminaux envoient leur position à la demande ;
- Data pushers : Ces terminaux effectuent des envois fréquents de leur position.

#### Data loggers
Ces terminaux sont généralement équipés de récepteurs GPS et se limitent à stocker dans leur mémoire interne leur position à des intervalles réguliers. Certains loggeurs GPS disposent de slots pour carte mémoire et/ou d'une mémoire interne ainsi qu'un port USB (le terminal est vu comme une clé USB). Cela permet, postérieurement, de télécharger les données sur un ordinateur pour les traiter.
Ce genre de terminaux est surtout utilisé par des sportifs (joggers, amateurs de VTT…) qui téléchargent ensuite les données sur leur ordinateur personnel afin de calculer la durée du parcours ou d'afficher les points sur une carte à l'aide d'un logiciel SIG. Pour des parcours longs et non contrôlés, ce genre de dispositif peut permettre de déterminer le gagnant d'une épreuve et de déterminer si celui-ci est bien passé par des points de contrôle.
Ces terminaux peuvent aussi être combinés à des appareils numériques afin de géotagger les photos en se basant sur l'heure de la prise.
Ces terminaux peuvent aussi être utilisés dans le cadre de surveillances ou de suivi de véhicules où l'émission de données serait impossible ou repérable.

#### Data pullers
Contrairement aux dispositifs de type « push », les data pullers se limitent à envoyer l'information uniquement sur demande. Ces dispositifs sont suffisants dans les cas où la position de l'objet ou de la personne n'a pas besoin d'être connue en continu. Par exemple, la position du véhicule ne sera nécessaire que si celui-ci est volé.
De plus, cette méthode permet aux opérateurs de télécommunications de commercialiser un service de géolocalisation à travers des terminaux mobiles dépourvus de récepteurs GPS et de forfaits data. Il suffit d'avoir le numéro de téléphone du mobile et d'y être autorisé pour envoyer une requête de demande de position. L'opérateur localise alors la position du terminal grâce à la technique du Cell ID et envoie la position de celui-ci. La facturation se fera typiquement à la position.

#### Data pushers
Ce sont les terminaux les plus utilisés pour des applications professionnelles. Ces terminaux envoient leur position à intervalles réguliers et programmables vers une plateforme de géolocalisation qui traite la donnée en temps réel.
Parmi les terminaux capables d'être géolocalisés et de transmettre l'information en temps réel, nous distinguons :
- Les terminaux mobiles de type PDA ou smartphones équipés d'un GPS et/ou d'un modem GSM/GPRS ;
- Les boîtiers de géolocalisation dédiés embarquant un récepteur GPS, un dispositif de télécommunications (GSM/GPRS ou satellite) et avec une capacité optionnelle de télérelève ;
- Les dispositifs de poche destinés aux personnes et embarquant un récepteur GPS et un modem GSM/GPRS ou satellite.

Ces dispositifs peuvent nécessiter le branchement à une source électrique ou être autonomes grâce à une batterie interne.
En fonction de l'utilisation du terminal, celui-ci pourra être connecté à la batterie d'un véhicule ou disposer d'une grande autonomie (ex : suivi d'objets sans sources électriques comme des conteneurs, colis, animaux, remorques…).

### Modes de communication
Voici les différents types de terminaux disponibles selon leur mode de transmission des données :

#### Terminaux GSM/GPRS
Ce moyen de transmission nécessite un terminal disposant d'un modem GSM/GPRS, 3G/UMTS ou 4G/LTE, ainsi que d'une carte SIM de n'importe quel opérateur avec un forfait « données » (data) adapté.
Le terminal nécessite d'être sous couverture GSM/GPRS pour pouvoir envoyer les données vers la plateforme de traitement. Ce type de terminal est utilisé lorsque l'objet ou la personne à géolocaliser reste dans une zone bien couverte par les réseaux mobiles GSM/GPRS/LTE.
Si le forfait alloué à la carte SIM le permet, le terminal peut continuer à envoyer des informations même lorsqu'il se déplace à l'international ou qu'il entre dans une zone couverte par un autre opérateur. Il enverra alors les données en roaming.
Les forfaits GSM/GPRS sont économiquement plus avantageux que les forfaits satellite lorsque l'on souhaite remonter les positions à une fréquence élevée. Ils sont donc à privilégier si les zones où l'équipement se déplace restent bien couvertes par les réseaux GSM/GPRS.

Terminaux GSM/GPRS
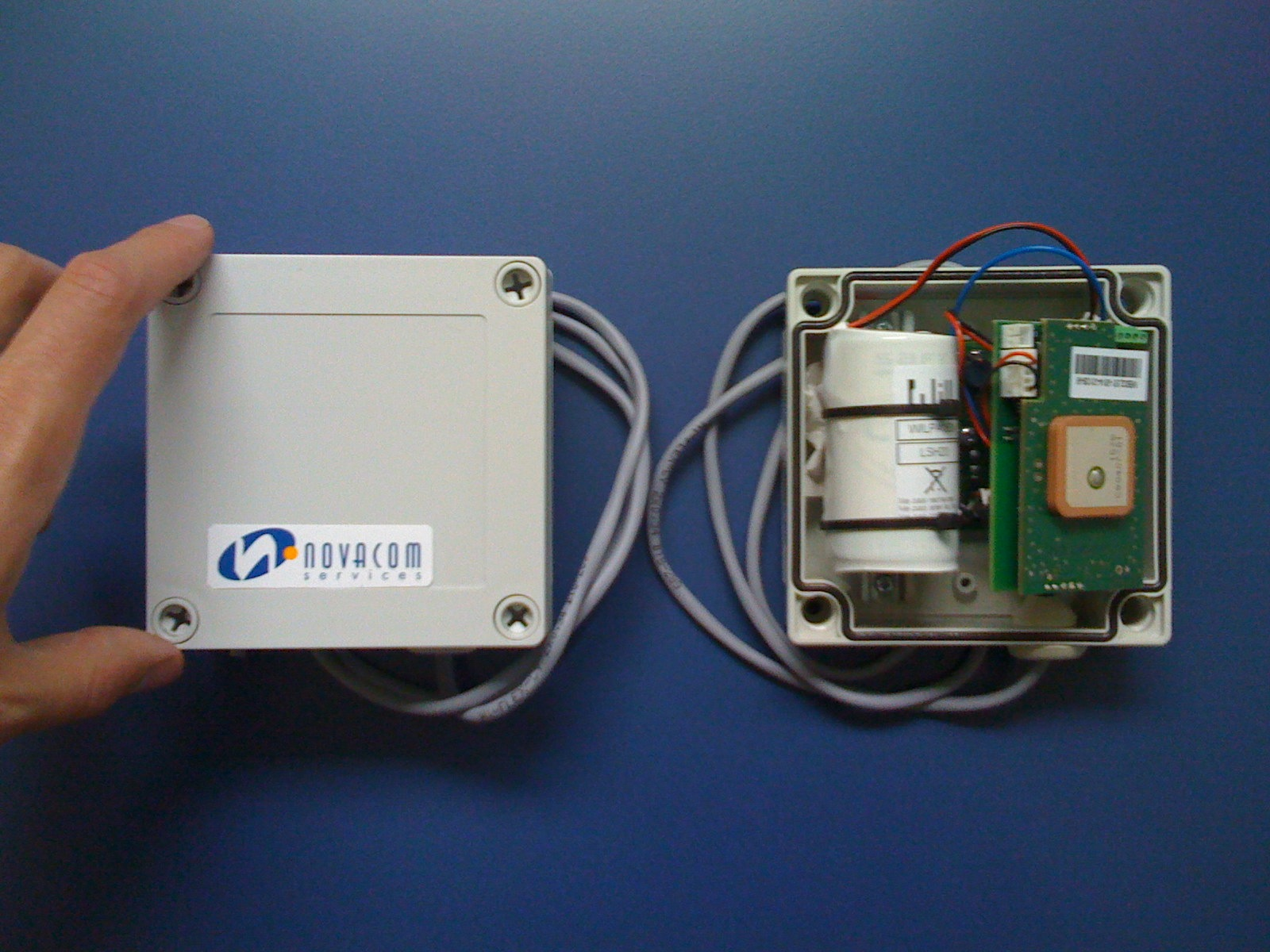
Mouvbox, terminal équipé d'un récepteur GPS et d'un modem GSM/GPRS avec emplacement pour carte SIM. Le modèle peut être relié à une source électrique et possède une bonne autonomie en cas de coupure de l'alimentation grâce à sa batterie. Utilisation type : suivi de remorques, wagons, conteneurs, véhicules légers, colis et marchandises de valeur, antivol pour le matériel roulant et stocké.
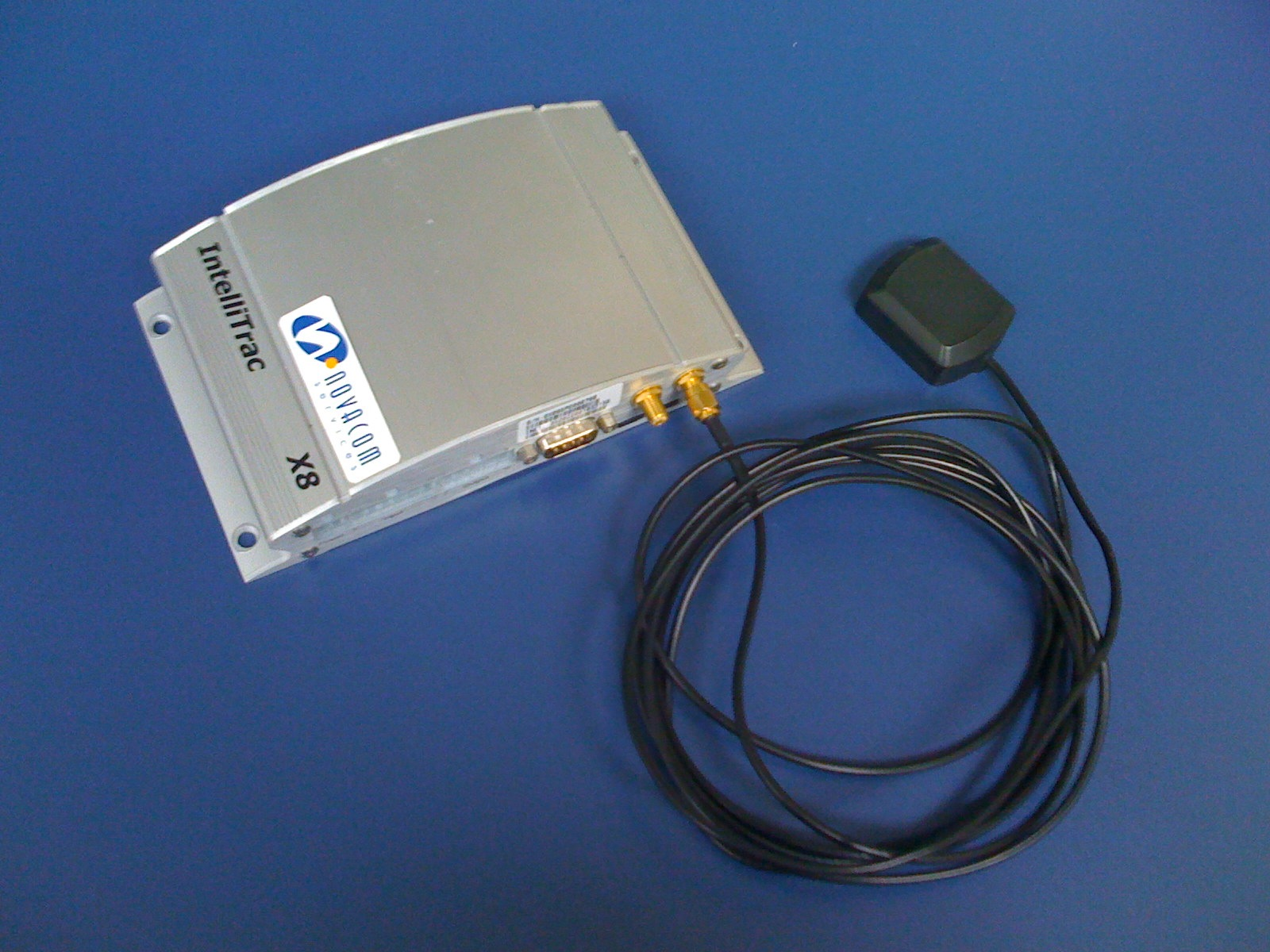
Intellitrac X8, terminal équipé d'un récepteur GPS et d'un modem GSM/GPRS avec emplacement pour carte SIM. Ce modèle possède de nombreuses entrées/sorties analogiques et numériques permettant sa connexion à de nombreux capteurs dans le but d'effectuer de la télérelève de données.
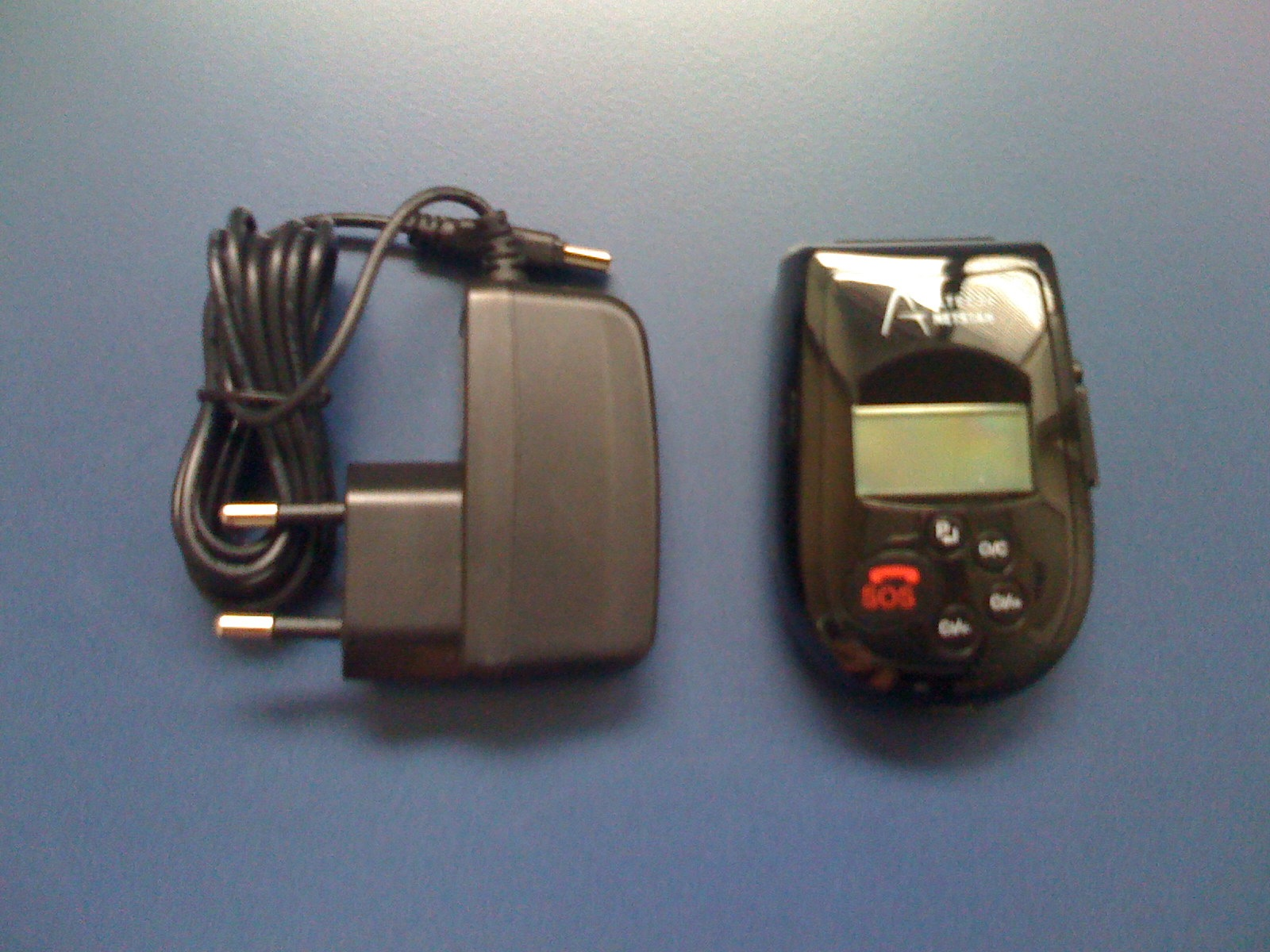
NS100 Personal Tracker, terminal équipé d'un récepteur GPS et d'un modem GSM/GPRS avec emplacement pour carte SIM. Ce modèle est destiné au suivi de personnes grâce à sa dimension réduite et à sa légèreté. Permet d'effectuer des fonctions avancées telles que la levée de doute par appel téléphonique ou l'envoi d'un message d'alerte à travers son bouton SOS.

#### Terminaux satellite
Ces terminaux envoient les données à travers un réseau de satellites de télécommunications comme Inmarsat. Même si ces types de canaux sont plus restrictifs sur le plan de la quantité de données envoyées, ils peuvent offrir par ailleurs une couverture mondiale sans frais supplémentaires en fonction des satellites et protocoles utilisés.
Cela en fait des terminaux idéaux pour la géolocalisation de conteneurs, navires ou véhicules circulant en plein désert.
Des terminaux similaires sont utilisés dans le cadre du système Argos, destiné à l'étude et à la protection de l'environnement à l'échelle planétaire, même si celui-ci utilise le même réseau satellitaire pour se positionner et pour transmettre les données.
Lorsque le terminal satellite est autonome grâce à une batterie interne, il peut fonctionner jusqu'à 7 ans sans qu'il soit nécessaire d'en remplacer la batterie. Son autonomie varie alors en fonction de la fréquence d'actualisation souhaitée.
Pour des parcours longue distance ou des remontées d’information peu fréquentes, les solutions satellites sont plus économiques que les solutions GSM/GPRS.

Terminaux Satellite
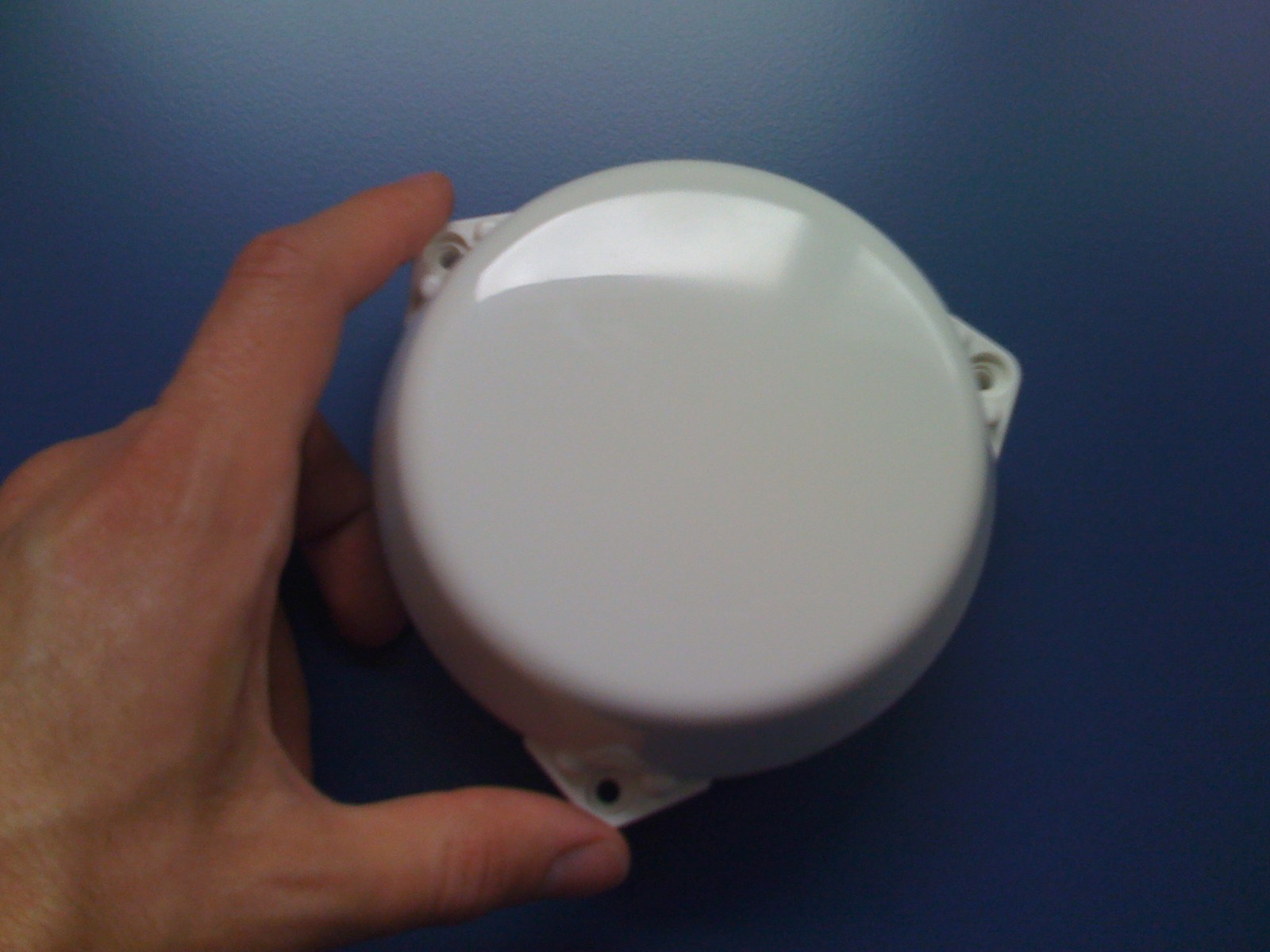
Le SAT 202, fabriqué par Satamatics est un terminal satellite équipé d'un récepteur GPS et utilisant le satellite Inmarsat D+ pour l'envoi et la réception de données. La couverture de ce terminal est mondiale. Utilisation type : suivi de remorques, wagons, containers, véhicules légers, colis et marchandises de valeur, antivol pour le matériel roulant et stocké.
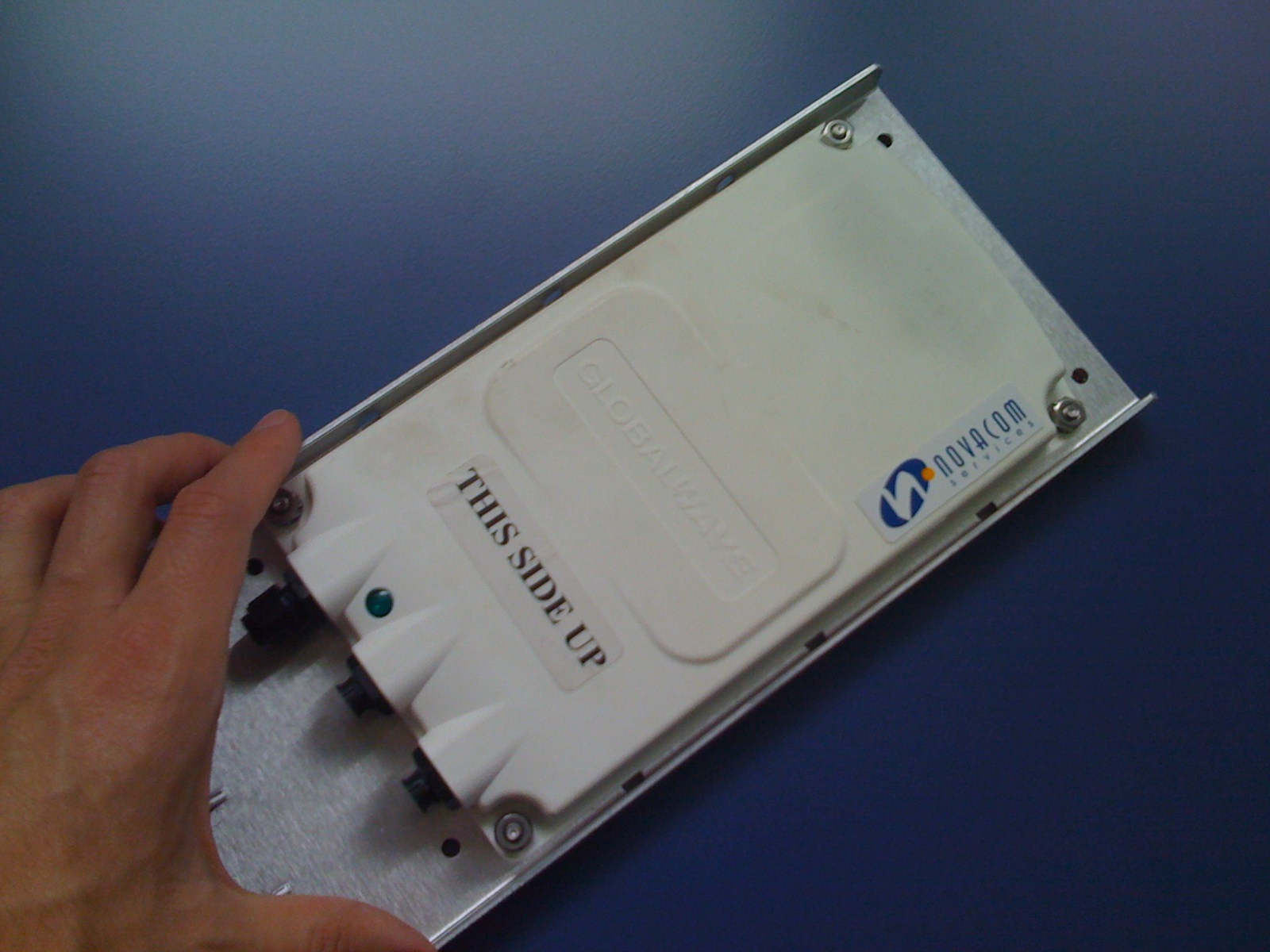
MT 3550 fabriqué par Transcore, terminal équipé d'un récepteur GPS et utilisant le protocole Globalwave à travers le satellite Inmarsat AOR pour la transmission de données. Autonomie de 1 à 7 ans sur pile lithium interne selon la fréquence d'envoi des positions. Dispose de plusieurs entrées/sorties pour de la télérelève. Ce terminal dispose d'une couverture en Europe et dans une partie de l'Afrique du Nord et du Moyen-Orient.

Notez que certains dispositifs peuvent combiner les deux modes de transmission de données (GSM/GPRS et Satellite) et basculer d'un mode à l'autre en fonction de la couverture ou du besoin.

## Applications pratiques de la géolocalisation
Les applications de la géolocalisation sont en plein développement, tant sur le plan privé que sur le plan professionnel. De plus, couplées à des systèmes de télérelève intégrés et sur mesure, de vraies applications métier ont rapidement vu le jour.

### Applications professionnelles sur véhicules
La géolocalisation dans le milieu professionnel est presque toujours synonyme de gain de productivité, d'économies de carburant, d'économies de communications et de sécurité accrue. De plus, ces solutions offrent aux responsables de l'exploitation du parc une vision globale et un meilleur temps de réactivité en cas d'incident. Cela permet à l'entreprise utilisant un système de géolocalisation d'améliorer son service client et de réduire ses coûts afin d'accroître sa compétitivité.
Quelques domaines dans lesquels la géolocalisation est communément utilisée sont listés ci-dessous :

#### Transport de marchandises et logistique
Type de véhicules géolocalisés :
- Semi-remorques
- Remorques
- Citernes
- Camions frigorifiques
- Conteneurs
- Convoyeurs de fonds

- Transport de matériaux dangereux

Possibilités fonctionnelles : 
- Suivi en temps réel et historique
- Trajets détaillés sur carte
- Détection de mouvement
- Détection d'états : ouverture et fermeture de portes, décrochage de remorques, détection des températures, comptabilisation d'heures de conduite et de pause, protection des conducteurs, consommation des véhicules, vitesses moyennes sur tronçon, etc.
- Repérage des arrêts
- Calcul des temps de conduite et de pause
- Génération des surveillances sur les présences en zones (entrées et/ou sorties de zones)

#### Propreté urbaine et assainissement
Type de véhicules géolocalisés :
- Camions benne
- Bennes à ordures ménagères (BOM)
- Bornes d'apport volontaire (BAV)
- Véhicules d'entretien de parcs

Possibilités fonctionnelles : 
- Suivi en temps réel et historique
- Gestion et optimisation des tournées de collecte
- Recalcul du trajet en cas d'imprévu sur la base des points de passage obligatoires
- Navigation embarquée couplée aux points de collecte
- Saisie d'anomalies en cours de tournée
- Comptage de bacs
- Pesée sur châssis
- Traçabilité des opérations
- Lecteur de puces dans le cadre de la redevance incitative
- Rapports de gestion
- Paramétrage de surveillances (dépassement de charges autorisées, sortie de zones...)
- Fond cartographique adapté au métier
- Facilitation des réponses aux réclamations et traçabilité en cas de litige
- Détection de changement de cap (map matching)

#### Transport de passagers
Type de véhicules géolocalisés :
- Autobus
- Navettes
- Bateaux mouches
- Taxis
- Locomotives

Possibilités fonctionnelles : 
- Suivi en temps réel et historique
- Calcul du temps avant passage
- Localisation du véhicule le plus proche ou dans une zone spécifique
- Génération de statistiques (temps d'arrêt moyen, temps de chargement de passagers, calcul du temps de parcours en fonction des plages horaires...)
- Optimisation des horaires et des trajets
- Détection de retard de sortie de zone

#### Suivi et protection de personnes
Type de personnes géolocalisées :
- Travailleurs isolés
- Exploitants agricoles
- Techniciens de maintenance
- Commerciaux
- Agents de sécurité
- Journalistes, reporters
- Assistance en montagne (cf. GendLoc)

Possibilités fonctionnelles : 
- Suivi en temps réel et historique
- Localisation exacte de lieu d'incident
- Calcul de proximité
- Envoi d'ordres de mission
- Navigation vers les lieux d'intervention
- Détection de verticalité
- Bouton SOS avec envoi de message
- Fonction levée de doute
- Alarme par arrachement (via cordon jack)

#### Protection de marchandises, véhicules et antivol
Type de biens géolocalisés :
- Véhicules en tout genre
- Remorques
- Matériel de BTP
- Colis à haute valeur
- Conteneurs
- Engins

Possibilités fonctionnelles : 
- Suivi en temps réel et historique
- Détection de mouvement
- Détection d'effraction
- Sortie de zone
- Désactivation moteur
- Détection de décrochage de remorque, d'ouverture des portes...

#### Autres applications
- Suivi de rallyes en désert
- Suivi et protection des convois humanitaires
- Suivi de pièces (ex : suivi de pièces d'Airbus A380 provenant de plusieurs pays)
- Études comportementales (ex : comprendre la diffusion d'une maladie localisée en observant les mouvements d'une population restreinte)
- Opérations événementielles
- Suivi des véhicules par les assureurs. Cela permet de calculer les facteurs de risque de l'utilisateur ou de facturer l'utilisateur en fonction du nombre de kilomètres parcourus (Pay As You Drive).
- Étude de l'habitat et des déplacements de mammifères difficilement observables, dont les individus sont équipés de colliers émetteurs, en écologie ou biologie des populations (exemple : suivi de la population d'ours brun dans les Pyrénées).
- Repérage d'arbres précieux en forêt[4]
- Valorisation du patrimoine

### Applications personnelles

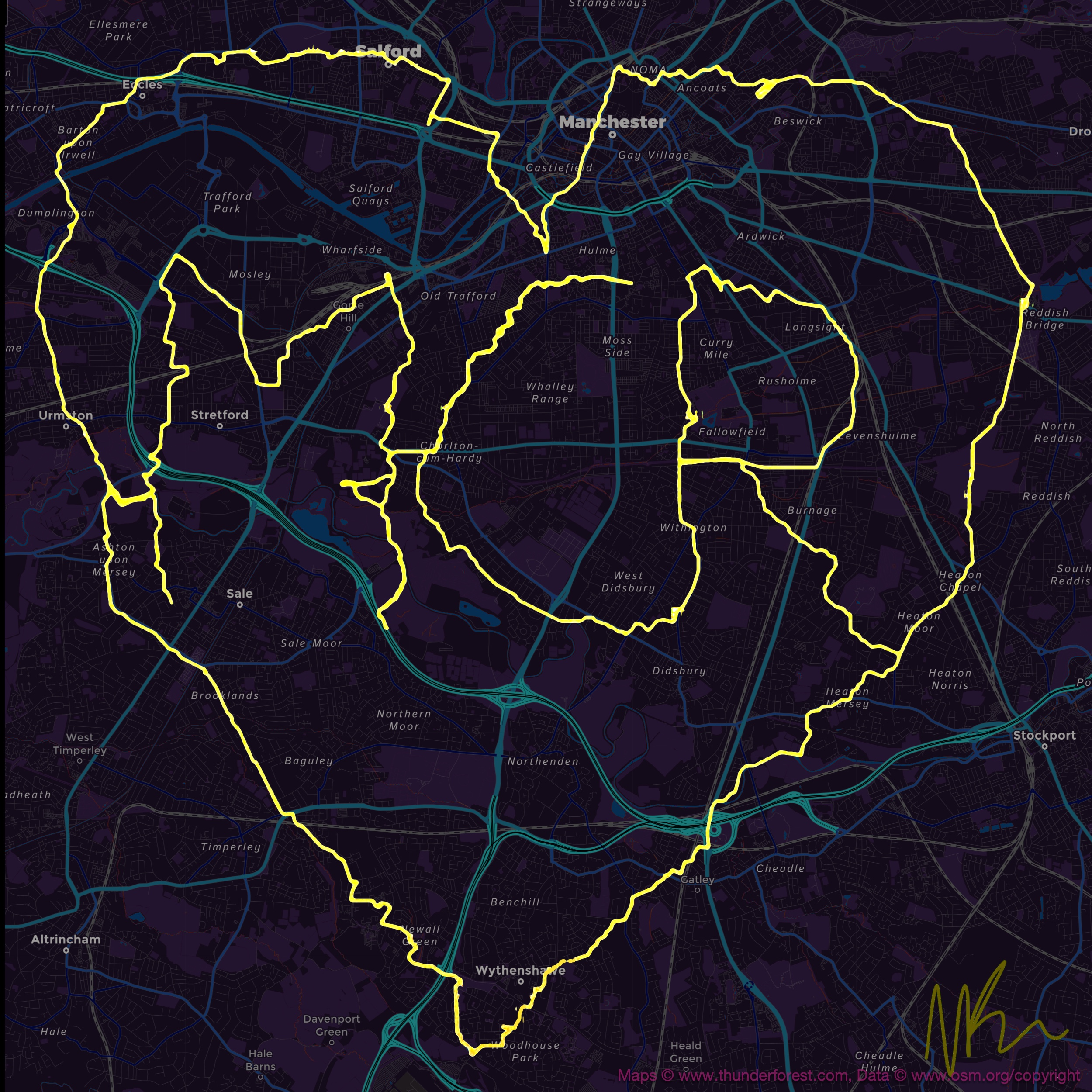
Un exemple de GPS drawing réalisé après l'attentat du 22 mai 2017 à Manchester.

#### Suivi et sécurité des personnes
Type de personnes géolocalisées :
- Randonneurs, skieurs, sportifs extrêmes
- Personnes dépendantes
- Enfants
- Personnes âgées
- Personnes avec troubles de la mémoire

Possibilités fonctionnelles : 
- Localisation et suivi en temps réel
- Détection de sortie de zone (ex : école et trajet de retour)
- Détection d'immobilité prolongée (en cas d'accident ou perte de connaissance d'une personne isolée)
- Bouton SOS avec envoi d'un message
- Levée de doute (un appel est émis vers le terminal géolocalisé qui décroche automatiquement)

Problématique de protection des informations :
- En juillet 2016, à l'occasion de la Nuit du Hack, des chercheurs en sécurité de la société Synacktiv ont démontré qu'il était possible de suivre des déplacements grâce à certaines applications de rencontre géolocalisée disponibles sur IOS ou Android[5],[6].

#### Sécurité des animaux
Type de personnes géolocalisées :
- Animaux de compagnie
- Chevaux
- Bétail

#### Sécurité des biens personnels (voitures, plaisance...)
Des boîtiers de géolocalisation sont souvent installés au sein de véhicules personnels (voitures, bateaux de plaisance...) pour faciliter leur récupération en cas de vol.

### Applications transverses
Les systèmes Android de Google traquent leurs utilisateurs au travers de la fonction “Location History”, la position des téléphones peut être remontée par un réseau mobile (carte SIM), par Wi-Fi, ou par Bluetooth.
L'eCall est une initiative de la Commission européenne visant à introduire dans tous les véhicules neufs vendus dans l'Union européenne, un système d'appel d'urgence automatique basé sur un service public, permettant à une voiture accidentée d'appeler instantanément les services d'urgence tout en envoyant sa position précise, que ses occupants soient conscients ou non, et quel que soit le pays de l'UE dans lequel elle se trouve. Ce système, basé sur le numéro unique d'urgence européen le "E112" amélioré par la géolocalisation, permettrait une intervention des services d'urgence plus rapide, adaptée à la sévérité de l'accident et au type de véhicule impliqué, réduisant ainsi la mortalité et la gravité des blessures résultant des accidents de la route.

## Dispositions légales concernant la géolocalisation en France

### Recommandations de la CNIL
La CNIL, autorité administrative indépendante française chargée de veiller à la protection des données à caractère personnel et de la vie privée, a émis certaines recommandations aux entreprises souhaitant mettre en place un système de géolocalisation de leurs employés.

### Conformité légale et protection des données (RGPD & CNIL[10])
En France et dans l'Union européenne, l'utilisation de systèmes de géolocalisation est strictement encadrée par le RGPD (Règlement général sur la protection des données) et la CNIL. Les entreprises doivent informer clairement leurs employés de l’utilisation des traceurs GPS, obtenir leur consentement explicite, et garantir que la géolocalisation est désactivée en dehors des heures de travail. Les données collectées sont considérées comme des données personnelles et doivent être sécurisées. De plus, l'entreprise doit déclarer le système de géolocalisation à la CNIL et garantir que les employés puissent exercer leurs droits d'accès et de rectification.

#### Les finalités du traitement
La loi « informatique et libertés » subordonne la mise en œuvre d’un traitement à l’existence d’une finalité légitime. C’est pourquoi, compte tenu du caractère intrusif des dispositifs traitant la donnée de géolocalisation des véhicules / individus et des informations qui peuvent y être associées, la Commission estime que la mise en œuvre de tels dispositifs n’est admissible que dans le cadre des finalités suivantes :
- La sûreté ou la sécurité de l’employé lui-même ou des marchandises ou véhicules dont il a la charge (travailleurs isolés, transports de fonds et de valeurs, etc.) ;
- Une meilleure allocation des moyens pour des prestations à accomplir en des lieux dispersés, (interventions d’urgence, chauffeurs de taxis, flottes de dépannage, etc.) ;
- Le suivi et la facturation d’une prestation de transport de personnes ou de marchandises ou d’une prestation de services directement liée à l’utilisation du véhicule (ramassage scolaire, nettoyage des accotements, déneigement routier, patrouilles de service sur le réseau routier, etc.);
- Le suivi du temps de travail, lorsque ce suivi ne peut être réalisé par d’autres moyens.

En revanche, l’utilisation d’un système de géolocalisation ne saurait être justifiée lorsqu’un employé dispose d’une liberté dans l’organisation de ses déplacements (visiteurs médicaux, VRP, etc.). La Commission rappelle que l’utilisation d’un dispositif de géolocalisation ne doit pas conduire à un contrôle permanent de l’employé concerné.
À cet égard, la déclaration auprès de la CNIL doit prévoir l'ensemble des finalités du traitement. Ainsi, une entreprise qui déclarerait que le système a pour seule finalité la localisation des véhicules les plus proches des clients ne pourrait pas utiliser les informations issues du système pour démontrer une faute commise par un salarié. S'il le faisait, l'employeur commettrait un délit de détournement de finalité passible de 5 ans d'emprisonnement et de 300 000 euros d'amende.

#### Frontière entre le travail et la vie privée
Les outils de géolocalisation présentent des risques certains au regard des droits collectifs (droit syndical, droit de grève) et des libertés individuelles (liberté d’aller et venir anonymement, droit à la vie privée) qui doivent être respectés dans le cadre professionnel. La géolocalisation soulève donc deux questions :
- Celle de la frontière entre travail et vie privée ;
- Celle du niveau de contrôle permanent qu’il est admissible de faire peser sur un employé.

La Commission considère ainsi que le responsable du traitement ne doit pas collecter des données relatives à la localisation d’un employé en dehors des horaires de travail de ce dernier. C’est pourquoi la Commission recommande que les employés aient la possibilité de désactiver la fonction de géolocalisation des véhicules à l’issue de leur temps de travail lorsque ces véhicules/dispositifs peuvent être utilisés à des fins privées.
Les employés investis d’un mandat électif ou syndical ne doivent pas être l’objet d’une opération de géolocalisation lorsqu’ils agissent dans le cadre de l’exercice de leur mandat.

#### Information et droits du salarié
L'entreprise doit obtenir de la part des salariés concernés la signature d'un document spécifiant qu'ils peuvent être à tout moment localisés pendant leurs heures de travail. D'autre part, elle est tenue de mettre en place une procédure leur permettant de couper le service. Les employés doivent être clairement informés de la façon dont ils pourront la mettre en œuvre.
Le responsable du traitement doit procéder, conformément aux dispositions du code du travail et à la législation applicable aux trois fonctions publiques, à l’information et à la consultation des instances représentatives du personnel avant la mise en œuvre d’un dispositif de géolocalisation des employés.
Conformément à l’article 32 de la loi du 6 janvier 1978 modifiée en août 2004 et à l’article 34-1 IV du code des postes et des communications électroniques, les employés doivent être informés individuellement, préalablement à la mise en œuvre du traitement :
- de la finalité ou des finalités poursuivie(s) par le traitement de géolocalisation ;
- des catégories de données de localisation traitées ;
- de la durée de conservation des données de géolocalisation les concernant ;
- des destinataires ou catégories de destinataires des données ;
- de l’existence d’un droit d’accès, de rectification et d’opposition et de leurs modalités d’exercice ;
- le cas échéant, des transferts de données à caractère personnel envisagés à destination d’un État non membre de la Communauté européenne.

La Commission rappelle que chaque employé doit pouvoir avoir accès aux données issues du dispositif de géolocalisation le concernant en s’adressant au service ou à la personne qui lui aura été préalablement indiqué.

#### Durée de conservation
Les données relatives à la localisation d’un employé ne peuvent être conservées que pour une durée pertinente au regard de la finalité du traitement qui a justifié cette géolocalisation.
La Commission estime, au regard des finalités pouvant justifier la mise en œuvre d’un dispositif de géolocalisation, qu’une durée de conservation de deux mois paraît proportionnée.
Les données de localisation peuvent être conservées pour une période supérieure à deux mois si une telle conservation est rendue nécessaire soit dans un objectif d’historique des déplacements à des fins d’optimisation des tournées, soit à des fins de preuve des interventions effectuées lorsqu’il n’est pas possible de rapporter la preuve de cette intervention par un autre moyen. Dans ces cas, une durée de conservation d’un an paraît proportionnée, cette durée ne faisant pas obstacle à une conservation plus longue en cas de contestation, dans ce délai d’un an, des prestations effectuées.
Dans le cadre du suivi du temps de travail, seules les données relatives aux horaires effectués peuvent être conservées pour une durée de cinq ans.
Par ailleurs, les atteintes aux données de géolocalisation peuvent aller au-delà de la simple conservation des données. Les différents services, tels que Foursquare, Plyce, Dis-moi Où?, Ootay, Facebook Places, etc. ont des conditions générales d'utilisation qui ne s'accordent pas forcément avec les dispositifs de retrait de l'information liés aux articles 39 et suivants de la loi « Informatique et Libertés ».
Les utilisateurs partagent généralement leur localisation avec leurs contacts sur des réseaux sociaux numériques. Ils perdent alors le contrôle de leurs données. Difficile ensuite d'appliquer le droit à l'oubli ou de demander l'effacement des données.

#### Personnes ayant accès au suivi
L’accès aux données de géolocalisation doit être limité aux seules personnes qui, dans le cadre de leur fonction, peuvent légitimement en avoir connaissance au regard de la finalité du dispositif (telles que les personnes chargées de coordonner, de planifier ou de suivre les interventions, les personnes chargées de la sécurité des biens transportés ou des personnes ou le responsable des ressources humaines).
Le responsable du traitement doit dès lors prendre toutes précautions utiles pour préserver la sécurité de ces données et empêcher, notamment en mettant en place des mesures de contrôle et d’identification, que des employés non autorisés y aient accès.

### Jurisprudence
- Dans un arrêt, il a été jugé qu’une filature organisée par l’employeur afin de contrôler et de surveiller l’activité d’un salarié constitue un moyen de preuve illicite, qui ne peut donc être invoqué en justice, même lorsque le salarié avait été informé de la possibilité de ce contrôle (Cass.soc., 26 novembre 2002 no 00-42.401 Meret c/ Sté Wyeth-Lederle) [13].

- De surcroît, dans un arrêt de la CA d’Agen en date du 3 août 2005, la Cour énonce, à juste titre, que : « la géolocalisation d’un véhicule doit être proportionnée au but recherché et que la mise sous surveillance permanente des déplacements des salariés est disproportionnée lorsque des vérifications peuvent être faites par d’autres moyens, comme c’est le cas en l’espèce, puisque l’employeur pouvait mener des enquêtes auprès des clients que le salarié était censé visiter (…) qu’il résulte de ces éléments que la mise en œuvre du GPS était illégale comme disproportionnée au but recherché et ne peut être admise en preuve ».

De ce fait, la surveillance systématique des déplacements des salariés pourrait être assimilée par les juridictions à une véritable « filature électronique » et constituer ainsi une atteinte à la vie privée de ces derniers. Elle est susceptible de ne pas pouvoir être justifiée par les intérêts légitimes de l’employeur, eu égard à son caractère disproportionné (Dossier thématique de la CNIL).
La Commission rappelle que le détournement de finalité est sanctionné par l’article 226-21 du Code pénal, qui prévoit une peine de cinq ans d’emprisonnement et de 300 000 euros d’amende.
- Dans deux arrêts prononcés par le chambre criminelle de la Cour de cassation (arrêts du 22 octobre 2013), la Cour réserve au seul juge du siège (juge d'instruction, JLD), autorité indépendante, le contrôle des géolocalisations judiciaires. Le procureur de la République n'est donc plus habilité à ordonner de telles mesures de géolocalisation, notamment en matière de stupéfiants ou de disparition inquiétante d'enfant.

### Police et douanes
La Police, la Gendarmerie et les douanes françaises peuvent avoir deux utilisations de la géolocalisation.
- La géolocalisation permet de suivre en temps réel et obtenir l'historique d'un appareil privé comme un téléphone mobile.

Cette prestation est réalisée et facturée par l'opérateur de téléphonie mobile.
- Pareillement, elles peuvent placer une balise sur un véhicule ou une marchandise, si possible à l'intérieur de l'habitacle ou du conteneur, pour suivre ses déplacements futurs.

En application de l'article 8 de la Convention européenne des droits de l'homme, ces deux méthodes sont restreintes par la jurisprudence de la Cour de cassation en date du 22 octobre 2013 aux infractions passibles de plus de 3 ans d'emprisonnement. De plus, elles doivent être décidées par écrit par un magistrat (le plus souvent procureur de la République ou juge d'instruction) et ne sont renouvelées que par le juge des libertés.
Si une infraction moindre est finalement révélée par la surveillance, ce n'est pas un vice de procédure. En effet, dans ce dernier cas d'infraction moindre découverte, conformément à la jurisprudence ancienne ci-dessus sur les moyens de preuve, les moyens et les frais engagés sont « proportionné[s] au but recherché », à savoir la résolution d'une infraction passible de plus de 3 ans d'emprisonnement.
Projet de loi relatif à la géolocalisation : procédure accélérée engagée par le Gouvernement le 23 décembre 2013 | Étude d'impact du projet de loi relatif à la géolocalisation, Sénat (France), décembre 2013  sources principales de ce paragraphe

## Dispositions légales concernant la géolocalisation

### Législation belge sur la géolocalisation des salariés en entreprise

#### Avisno12/2005du 7 septembre 2005
L’avis no 12/2005 du 7 septembre 2005 émis par la Commission de protection de la vie privée belge est une proposition de loi visant à encadrer la surveillance des travailleurs par l’utilisation du système de monitoring associé au système de navigation GPS sur les véhicules de service.
Cet avis repose en partie sur les bases posées par la loi du 8 décembre 1992 relative à la protection de la vie privée à l’égard des traitements de données à caractère personnel (en particulier l’article 29), la Directive européenne 2002/58/CE du 12 juillet 2002 sur la protection de la vie privée dans le secteur des communications électroniques et la loi du 13 juin 2005 relative aux communications électroniques.
Ce document incite les employeurs à suivre des dispositions particulières lors de l’utilisation d’un système de géolocalisation des salariés. Il ne fait pas force de loi, mais constitue une base juridique de référence en cas de conflit entre un salarié et son employeur. Le non-respect des conditions décrites dans l’avis n°12/2005 n’est donc pas condamnable en soi, mais peut jouer en la défaveur de l’employeur lors d’un litige porté en justice.

#### Recommandations Légales
L’avis n°12/2005 du 7 septembre 2005 définit quatre principes à respecter par l’employeur :
Interdiction de géolocaliser les employés en dehors des heures de travail :
La géolocalisation d’un salarié en dehors des heures de présence comptabilisées par l’entreprise est une atteinte à sa vie privée. Tout système de géolocalisation de ses employés utilisé par une entreprise doit proposer la possibilité d’être désactivé facilement par le salarié en dehors de son temps de travail.
Confidentialité des informations recueillies :
L’enregistrement de données de localisation interdit à toute autre personne que l’utilisateur de traiter l’information recueillie ou même d’en prendre connaissance sans que celui-ci ne donne son consentement à l’autorité chargée de la collecte des données (dans le cas d’un système de géolocalisation des salariés en entreprise, l’employeur).
Respect des finalités de l’outil de géolocalisation :
La collecte de données de localisation des salariés ne peut exister que pour des finalités déterminées, explicites et légitimes qui en justifient l’installation et l’utilisation, et ne pas être traitées ultérieurement de manière incompatible avec ces finalités. En d’autres termes, l’employeur doit être en mesure de justifier l’objectif de la mise en place d’un tel système et ne pas dévier de cet objectif lors de l’utilisation réelle du matériel. Tout litige se verrait en faveur de l’employé géolocalisé si une utilisation des informations recueillies était réalisée dans un autre but.
Respect de la proportionnalité des méthodes de contrôle :
Les méthodes de contrôle employées pour localiser les salariés d'une entreprise doivent être proportionnelles à la finalité de l’utilisation définie (et acceptée par les employés) lors de l’installation du système.
Dans le cas d’un système de localisation installé en vue de contrôler l’exécution des missions confiées aux travailleurs, ce contrôle ne peut être que ponctuel et justifié, soit par des indices faisant soupçonner des abus de la part de certains salariés, soit par un contexte où le contrôle est effectué dans l’intérêt de la sécurité des travailleurs. De manière générale, un contrôle permanent avec lecture systématique des données enregistrées par le système de localisation est considéré comme disproportionné. Dans le cas où le système de géolocalisation est utilisé en vue d’optimiser les déplacements des travailleurs (vendeurs, commerciaux, techniciens de terrain), des contrôles tout au long de la journée sont justifiés dès lors que le suivi des personnes n’est pas continu.

#### Déclaration à la Commission de la Protection de la Vie Privée
La loi du 8 décembre 1992 relative à la protection de la vie privée à l’égard des traitements de données à caractère personnel stipule que tout système informatique collectant en Belgique des données à caractère privé doit être déclaré auprès de la Commission de la protection de la vie privée.

## Publication de la géolocalisation par des services internet
Certains services Internet demandent l'accord de leurs utilisateurs pour collecter leurs géolocalisation pour ensuite publier, vendre ou fuiter ces informations.
Ces services webs sont divers et peuvent comprendre des applications sportives (comme Strava), sociales (comme Facebook), de cartographiques (comme Google), touristiques (comme Tripadvisor) ou commerciales (comme Groupon).
Dans le cas de Strava, les informations publiées par des militaires permettent d'obtenir des informations éventuellement sensibles.
Les données publiées par Strava semblent également localiser — d'après le New York Times — l'emplacement supposé secret d'un centre de commande de missiles taïwanais.
Toutefois, lorsque les personnes prennent conscience de la dimension de cette collecte massive d'information, elles deviennent plus réticentes à l’utilisation de tels services, lorsqu'elles ne souhaitent pas que le moindre de leur déplacement soit monitoré.
Il existe deux bonnes pratiques indispensables pour se protéger des dangers de la géolocalisation : Désactiver la géolocalisation quand elle n’est pas indispensable et limiter le partage de sa position sur les réseaux sociaux .
En pratique, ces applications par défaut partagent ces informations, mais il existe une possibilité de désactiver cette surveillance en recourant à des menus cachés.
Les géolocalisations qui sont partagées pour lutter contre le vol de véhicules peuvent aussi parfois être dévoilés.

#### Technique
- Aide:Géolocalisation
- Assisted GPS
- Automatic Position Reporting System (APRS)
- Automatic Vehicle Location (AVL)
- Baidou projet chinois
- Confluence project
- DORIS, expérience d'altimétrie satellitale
- eCall, appel automatisé vers le 112 (lors du déclenchement d'un airbag par exemple)
- Galileo
- Géocodage
- Géocodage inversé
- Géolocalisation en intérieur
- Géofencing
- Glonass
- Global Positioning System (GPS)
- Système d'information géographique
- Système de positionnement par satellites

#### Critique (sociologie)
- Contrôle social